# Токарев Максим Павлович
Макси́м Па́влович То́карев (позивний «Насім»; народився 18 вересня 1996 року в місті Києві — загинув 23 жовтня 2022 поблизу с. Опитне Донецької області) — молодший сержант, командир бойової машини — командир відділення морської піхоти 503 окремого батальйону морської піхоти ВМС України. Загинув на Російсько-українській війні під час виконання бойового завдання. Відзначений орденом «За мужність» ІІІ ступеня (посмертно).

## Життєпис
Навчався в Київській міській гімназії № 178, закінчив Київський національний університет будівництва і архітектури.
В юнацтві долучився до вболівальників футбольного клубу Ультрас «Динамо» (Київ), був представником колективу «Neighborhood». У віці 17-ти років Максим став активним учасником Революції Гідності, пройшов увесь Майдан, мав поранення. 18 лютого 2014 рятував людей із пожежі, коли горів Будинок профспілок на Майдані Незалежності. Був членом Правого Сектору, отримав подяку, підписану Провідником Правого Сектора Дмитром Ярошем. Пізніше доєднався до Муніципальної варти Солом'янського району. Цікавився політикою, мріяв стати народним обранцем (депутатом). Успішно закінчив школу помічника народного депутата, пройшов стажування на посаді помічника-консультанта депутата КМДА Горбунова Я. В.
Хоча мав дуже поганий зір — мінус шість, у лютому 2020 добровільно підписав контракт із Військово-морськими силами Збройних сил України, воював у лавах 503 Окремого батальйону морської піхоти.
Від початку повномасштабної війни, з 24 лютого 2022, Максим Токарев, знаходився в зоні бойових дій (Марьїнка, Авдіївка, Піски, Торецьк, Красна Поляна й ін.). Двічі виходив з оточення та, у складі бойового підрозділу, виконував завдання командування на лінії фронту. У червні 2022 р., в результаті вибухової травми, отримав вогнепальне осколкове поранення, після лікування повернувся на фронт. У ніч з 23 на 24 серпня 2022, на честь відзначення Дня Незалежності, разом із товаришем, зайшли на тимчасово окуповану територію та встановили прапор 503 ОБМП.
Героїчно загинув 23 жовтня 2022 року поблизу населеного пункту Опитне, Покровського району Донецької області під час виконання бойового завдання. Очолюючи бойову групу, що поверталася із розвідувального завдання, він загинув і ціною власного життя врятував життя своїм побратимам. Остання посада: командир бойової машини — командир відділення морської піхоти.
Прощання відбувалося на Майдані Незалежності в Києві. Похований на Алеї героїв в Державному історико-меморіальному Лук'янівському заповіднику (Київ, вул. Дорогожицька, 7).

## Пам'ять
Вшановуючи пам'ять загиблого Максима Токарева, 25 жовтня 2023 урочисто відкрита меморіальна дошка на його честь на фасаді гімназії № 178 Солом'янського району м. Києва.
Портрет загиблого розміщений на Алеї героїв Солом'янського району біля Солом'янської районної державної адміністрації міста Києва. Також названо вулицю в Солом’янському районі.

## Відзнаки
- Орден «За мужність» ІІІ ступеня (2023, посмертно).[2]